# ダグ

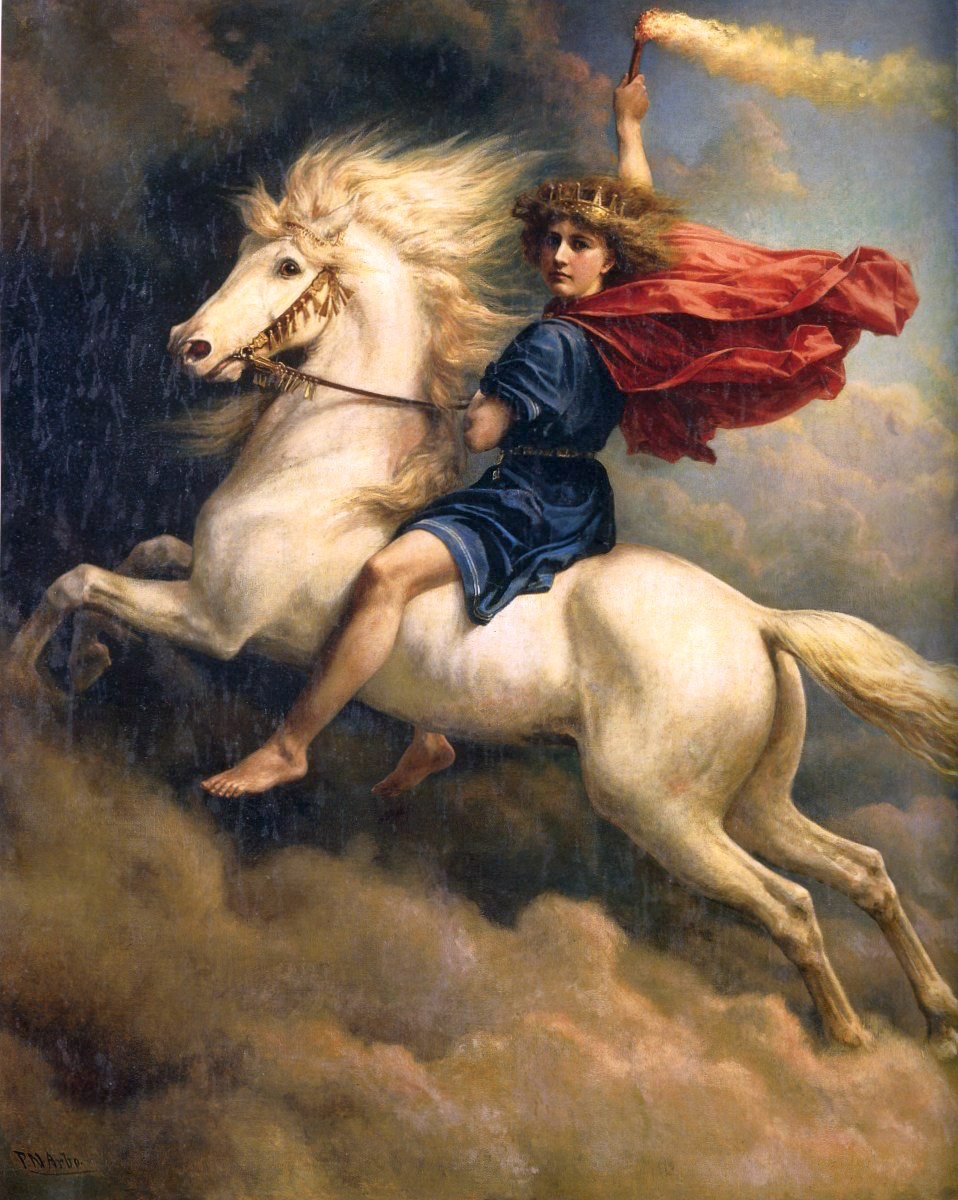
19世紀にペーテル・ニコライ・アルボによって描かれた絵。馬に乗ったダグ。

ダグ(Dagr)とは、北欧神話で「昼」を意味する神。
『スノッリのエッダ』第一部『ギュルヴィたぶらかし』10章で、次のように説明されている。
オーディンはヨトゥンヘイムに住むナルヴィという男の娘であるノートと、彼女の息子のダグを呼び、それぞれに馬車を与え世界を周り続けるように命じた。こうして昼と夜ができあがった。
スキンファクシ（「光のたてがみ」の意）という馬が引く馬車に乗り、12時間ごとに大地の上を通るように天を駆けるという。スキンファクシのたてがみが発する光が、地上を照らす。
ノートの3番目の夫にしてアース神族のデリングを父に持つ。

## 『フンディング殺しのヘルギの歌 その二』
古エッダ「フンディング殺しのヘルギの歌 その二」(Helgakviða Hundingsbana II) では人間の英雄、シグルーンの弟、ヘグニ王の息子。義兄ヘルギ殺しの英雄。主神オーディンは彼に自身の槍を貸し与える。